# 威廉·汤普森·塞奇威克
威廉·汤普森·塞奇威克（英語：William Thompson Sedgwick，1855年12月29日—1921年1月25日）是一位美国医学教育家、流行病学家和细菌学家，是1913年麻省理工学院-哈佛大学联合公共卫生学院的三位创始人之一，曾任美国公共卫生协会和美国微生物学会会长。
美国公共卫生协会（APHA）在1929年设立了公共卫生领域的塞奇威克纪念奖章以纪念塞奇威克。